# Meridiano 85 W
O meridiano 85 W é um meridiano que, partindo do Polo Norte, atravessa o Oceano Ártico, América do Norte, Oceano Atlântico, Mar do Caribe, América Central, América do Sul, Oceano Pacífico, Oceano Antártico, Antártida e chega ao Polo Sul. Forma um círculo máximo com o Meridiano 95 E.
Começando no Polo Norte, o meridiano 85 Oeste tem os seguintes cruzamentos:
| País, território ou mar  | Notas |
| ------------------------ | --- |
| Oceano Ártico            | |
| Canadá                   | Nunavut - Ilha Ellesmere e Ilha Axel Heiberg                                                                                              |
| Eureka Sound             | |
| Canadá                   | Nunavut - Ilha Ellesmere, Ilha Hoved e Ilha Ellesmere de novo                                                                             |
| Jones Sound              | |
| Canadá                   | Nunavut - Ilha Devon |
| Canal de Parry           | |
| Canadá                   | Nunavut - Ilha de Baffin |
| Enseada Admiralty        | |
| Canadá                   | Nunavut - Ilha de Baffin |
| Estreito de Fury e Hecla | |
| Canadá                   | Nunavut - Península de Melville e Ilha White e Ilha Southampton                                                                           |
| Baía de Hudson           | |
| Canadá                   | Ontário |
| Lago Superior            | |
| Estados Unidos           | Michigan |
| Lago Michigan            | |
| Estados Unidos           | Michigan Indiana Kentucky Tennessee Geórgia Alabama Geórgia - cerca de 3 km Alabama Geórgia Florida - parte continental e Ilha St. George |
| Golfo do México          | |
| Mar das Caraíbas         | |
| Honduras                 | |
| Nicarágua                | Passa no Lago Nicarágua |
| Costa Rica               | |
| Oceano Pacífico          | |
| Oceano Antártico         | |
| Antártida                | Território reivindicado pelo Chile (Antártida Chilena)                                                                                    |